# Edmund Twórz
Edmund Franciszek Twórz (Śmigiel, 12 de febrer de 1914 - Gdańsk, 29 de setembre de 1987) fou un futbolista polonès de les dècades de 1930 i 1940.
Pel que fa a clubs, la major part de la seva carrera la passà al Warta Poznań. Fou internacional amb la selecció de Polònia, amb la que disputà 6 partits i formà part de l'equip que participà en el Mundial de 1938.
Els partits jugats amb la selecció foren:
- 1937 :
  - Bulgària  3:3  Polònia
  - Polònia  2:1  Letònia
- 1938
  - Letònia  2:1  Polònia
- 1939
  - França  4:0  Polònia
  - Polònia  3:3  Bèlgica
  - Polònia  1:1  Suïssa